# Lycoris longituba
Lycoris longituba là một loài thực vật có hoa trong họ Amaryllidaceae. Loài này được Y.C.Hsu & G.J.Fan mô tả khoa học đầu tiên năm 1974.